# Vimetco
Vimetco NV (fostă Marco Group) este un producător global cu sediul în Amsterdam, Olanda, integrat pe verticală de aluminiu primar și prelucrat, a cărei principale operațiuni se află în România și în China.
Vimetco deține o companie de management în Elveția.
Este deținut de miliardarul rus Vitali Matsitski.
Vimetco NV controlează capacități de producție a aluminiului care totalizează 680.000 de tone pe an, având circa 11.000 de angajați.
Acțiunile Vimetco sunt listate la Bursa de la Londra.
Grupul extrage bauxită din Sierra Leone, operațiunile miniere fiind integrate în holdingul Global Aluminium Limited.
În România, Vimetco deține pachetul majoritar de acțiuni (87%) al producătorului de aluminiu Alro Slatina,
precum și producătorul de alumină Alum Tulcea.
Pierderile financiare din anul 2008 ale grupului sunt de 144,1 milioane de dolari, după ce în 2007 avusese un profit net de 194 de milioane de dolari.